# Neurotic Machinery
Neurotic Machinery je česká death metalová kapela, která byla založena v září roku 2006 v Tachově.

## Členové kapely
- Martin Bárta – bicí
- Michal Šedivý – kytara
- Kristián Halla - baskytara
- Ondřej Uhlíř – zpěv
- Jan Pilík – zpěv

## Historie a současnost
Kapelu Neurotic Machinery založili v září roku 2006 Martin Bárta – bicí, Michal Šedivý – kytara, Jan Koťuha - kytara, Ondřej Uhlíř – zpěv. Od svého založení kapela vydala 6 řadových alb a 1 EP z nichž největší úspěch sklidilo album "Opsialgia", které vyšlo v roce 2010 ve spolupráci s časopisem Pařát v nákladu 6500 kusů a dostalo se mu tak největší mediální podpory. Na přelomu roku 2019 a 2020 kapela natočila své 5. studiové album s názvem "Nocturnal Misery", na kterém se vydala cestou moderního death metalu. Toto album sklidilo velmi pozitivní ohlas u fanoušků, ale i u kritiky. Na jaře roku 2022 ohlásila kapela vydání 6. studiového alba s názvem "A Loathsome Aberration", které navazuje minimálně svou agresivitou na předchozí album "Nocturnal Misery". Vydáno bylo 15. července 2022 a to ve spolupráci s vydavatelstvím Bizarre Leprous Production. Za 16 let působení kapela odehrála více než 400 koncertů v tuzemsku i v zahraničí. Neurotic Machinery jsou zároveň pořadatelem metalového festivalu Husman Fest, který se každoročně koná v Tachově již od roku 2017.

## Diskografie
| Rok  | Album                  |
| ---- | ---------------------- |
| 2007 | Catalept               |
| 2010 | Opsialgia              |
| 2012 | Exi(s)t (EP)           |
| 2015 | Causality Principle    |
| 2017 | Cognitive Dissonance   |
| 2020 | Nocturnal Misery       |
| 2022 | A Loathsome Aberration |